# أبراهام كوليس

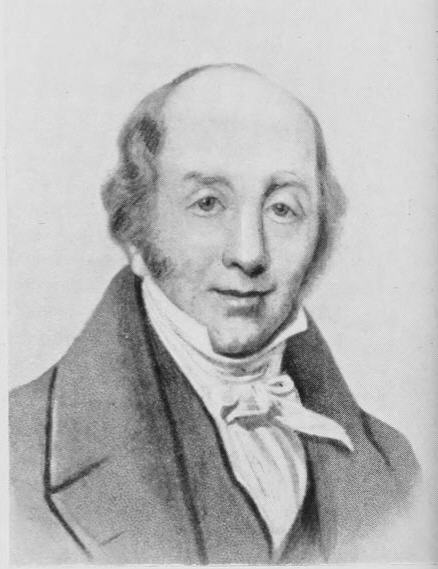
أبراهام كولز

أبراهام كولز (بالإنجليزية: Abraham Colles)‏ ـ (23 يوليو 1773 ـ 16 نوفمبر 1843) هو طبيب وجراح أيرلندي، كان أستاذًا للتشريح والجراحة وعلم وظائف الأعضاء بكلية الجراحين الملكية في إيرلندا.

## حياته
ولد كولز في أيرلندا لعائلة إنجليزية الجذور ترجع أصولها إلى وسترشير. توفي والده ويليام كولز وهو في السادسة من عمره، لكن الأم نجحت في إدارة شؤون الأسرة وكفلت لأبنائها تعليمًا جيدًا.
في سنة 1790، التحق كولز بكلية الثالوث بجامعة دبلن، ثم حصل على شهادة الإجازة من كلية الجراحين الملكية سنة 1795، قبل أن ينتقل إلى اسكتلندا لدراسة الطب بمدرسة طب جامعة أدنبرة، حيث حصل على درجة الدكتوراه سنة 1797.
عاش كولز بعد ذلك فترة وجيزة بمدينة لندن، حيث عمل مع السير أستلي كوبر في دراسته لتشريح المنطقة الإربية، قبل أن يعود إلى دبلن سنة 1799 ويُنتخب عضوًا بإدارة مستشفى الدكتور ستيفنس (أحد أبرز المنشآت الطبية في أيرلندا آنذاك)، حيث ظل في هذا الموقع 42 عامًا.
كان كولز جراحًا مرموقًا، وقد انتُخب رئيسًا لكلية الجراحين الملكية في إدنبرة سنة 1802، ولم يكن آنذاك قد جاوز الثامنة والعشرين من عمره، وفي سنة 1804، عُين أستاذًا للتشريح وعلم وظائف الأعضاء والجراحة بالكلية.
في سنة 1811، وضع كولز رسالة مهمة في التشريح الجراحي، وردت فيها بعض المصطلحات التشريحية والجراحية التي وضعها كولز وما زالت مستخدمة حتى اليوم. كما وضع في سنة 1814 ورقة بحثية عنوانها «عن كسر الطرف الرسغي من الكعبرة» (بالإنجليزية: On the Fracture of the Carpal Extremity of the Radius)‏، وهو البحث الذي منح اسمه لما يُعرف حتى اليوم بكسر كولز.
وصف كولز أيضًا الطبقة الغشائية من النسيج تحت الجلدي للعجان، والتي عُرفت لاحقًا بلفافة كولز (بالإنجليزية: Colles' fascia)‏، كما أجرى دراسات مفصلة عن الرباط الأربي، الذي يسمى أحيانًا برباط كولز. وفي سنة 1837، وضع بحثًا عنوانه «ملاحظات عملية عن الأمراض المنقولة جنسيًا، وعن استخدام الزئبق» (بالإنجليزية: Practical observations on the venereal disease, and on the use of mercury)‏، كما جمع كولز محاضراته في كتاب من مجلدين عنوانه «محاضرات في نظرية وممارسة الجراحة».

## تكريمه
في سنة 1839، مُنح كولز لقب «بارون» تقديرًا لإسهاماته العلمية والطبية، لكنه رفضه.

## وفاته
تقاعد كولز سنة 1841، وتوفي في 16 نوفمبر 1843 من مضاعفات داء النقرس، ودُفن في مقبرة ماونت جيروم في دبلن.